# Cladoxylopsida
De Cladoxylopsiden zijn een groep planten die alleen bekend is als fossiel. Men dacht dat ze de voorouders zijn van varens en paardenstaarten.
Ze hadden een centrale stam aan de bovenkant waarvan verschillende zijtakken waren bevestigd. Fossielen van deze planten vinden hun oorsprong in het Midden-Devoon tot Vroeg-Carboon (ongeveer 390 tot 320 miljoen jaar geleden), meestal net als stengels.
Cladoxylopsida bevat twee ordes. De orde Hyeniales is nu opgenomen in Pseudosporochnales.
Intacte fossielen van de Midden-Devoon cladoxylopsid Wattieza laten zien dat het een boom was. De vroegst geïdentificeerde in het fossielenarchief vanaf 2007. Experts van Cardiff University, Binghamton University en het New York State Museum ontdekten in 2019 meer fossielen van Cladoxylopsida en Archaeopteris in een steengroeve te Cairo, New York.
Een ontdekking in 2017 in Xinjiang in China van vroeg laat-Devoon (Frasnian, ca. 374 Ma) verkiezelde fossiele cladoxylopsideboomstammen (diameter tot ca. 70 cm) met bewaard gebleven cellulaire anatomie toonde een interne rangschikking met veel xyleembundels in de buitenste deel en geen in het interieur; elke bundel was omgeven door zijn eigen cambiumlaag, waardoor de stam van de boom breder werd.

## Bron
- Dit artikel of een eerdere versie ervan is een (gedeeltelijke) vertaling van het artikel Cladoxylopsida op de Engelstalige Wikipedia, dat onder de licentie Creative Commons Naamsvermelding/Gelijk delen valt. Zie de bewerkingsgeschiedenis aldaar.